# District de Metarica
Le district de Metarica est une subdivision administrative de la province de Niassa au nord du Mozambique. En 2007, sa population est de 29 439 habitants.

## Source de la traduction
- (en) Cet article est partiellement ou en totalité issu de l’article de Wikipédia en anglais intitulé « Metarica District » (voir la liste des auteurs).